# Guliston
Guliston hay Gulistan (tiếng Uzbek: Guliston / Гулистoн; tiếng Nga: Гулистан), trước đây mang tên Mirzachul (tiếng Nga: Мирзачуль, cho đến năm 1961), là thủ phủ của tỉnh Sirdaryo ở miền đông Uzbekistan. Nó nằm ở phía đông nam của thảo nguyên Mirzachül, cách Tashkent 120 km (75 mi) về phía tây nam. Thành phố có dân số khoảng 77.300 người. Thu hoạch bông là ngành kinh tế quan trọng của khu vực.

## Khí hậu
| Dữ liệu khí hậu của Guliston (1981–2010)       | Dữ liệu khí hậu của Guliston (1981–2010) | Dữ liệu khí hậu của Guliston (1981–2010) | Dữ liệu khí hậu của Guliston (1981–2010) | Dữ liệu khí hậu của Guliston (1981–2010) | Dữ liệu khí hậu của Guliston (1981–2010) | Dữ liệu khí hậu của Guliston (1981–2010) | Dữ liệu khí hậu của Guliston (1981–2010) | Dữ liệu khí hậu của Guliston (1981–2010) | Dữ liệu khí hậu của Guliston (1981–2010) | Dữ liệu khí hậu của Guliston (1981–2010) | Dữ liệu khí hậu của Guliston (1981–2010) | Dữ liệu khí hậu của Guliston (1981–2010) | Dữ liệu khí hậu của Guliston (1981–2010) |
| Tháng                                          | 1                                        | 2                                        | 3                                        | 4                                        | 5                                        | 6                                        | 7                                        | 8                                        | 9                                        | 10                                       | 11                                       | 12                                       | Năm                                      |
| ---------------------------------------------- | ---------------------------------------- | ---------------------------------------- | ---------------------------------------- | ---------------------------------------- | ---------------------------------------- | ---------------------------------------- | ---------------------------------------- | ---------------------------------------- | ---------------------------------------- | ---------------------------------------- | ---------------------------------------- | ---------------------------------------- | ---------------------------------------- |
| Trung bình ngày tối đa °C (°F)                 | 5.0 (41.0)                               | 8.5 (47.3)                               | 15.4 (59.7)                              | 23.1 (73.6)                              | 29.0 (84.2)                              | 34.7 (94.5)                              | 36.2 (97.2)                              | 34.7 (94.5)                              | 29.5 (85.1)                              | 22.4 (72.3)                              | 14.1 (57.4)                              | 6.5 (43.7)                               | 21.6 (70.9)                              |
| Tối thiểu trung bình ngày °C (°F)              | −3.4 (25.9)                              | −1.5 (29.3)                              | 3.7 (38.7)                               | 9.2 (48.6)                               | 13.7 (56.7)                              | 17.4 (63.3)                              | 18.6 (65.5)                              | 16.2 (61.2)                              | 10.7 (51.3)                              | 5.8 (42.4)                               | 1.8 (35.2)                               | −2.2 (28.0)                              | 7.5 (45.5)                               |
| Lượng Giáng thủy trung bình mm (inches)        | 39.1 (1.54)                              | 46.3 (1.82)                              | 52.6 (2.07)                              | 43.8 (1.72)                              | 28.8 (1.13)                              | 6.2 (0.24)                               | 2.8 (0.11)                               | 1.3 (0.05)                               | 5.0 (0.20)                               | 18.5 (0.73)                              | 32.6 (1.28)                              | 47.3 (1.86)                              | 324.3 (12.75)                            |
| Số ngày giáng thủy trung bình                  | 12                                       | 12                                       | 12                                       | 11                                       | 9                                        | 5                                        | 2                                        | 1                                        | 2                                        | 6                                        | 9                                        | 12                                       | 93                                       |
| Nguồn: Trung tâm Khí tượng Thủy văn Uzbekistan |                                          |                                          |                                          |                                          |                                          |                                          |                                          |                                          |                                          |                                          |                                          |                                          |                                          |

## Nhân khẩu
Dân số Guliston qua các năm:
- 1989: 54.400
- 1991: 54.500
- 2010 (ước tính): 77.300